# 콜럼버스 서클 (영화)
콜럼버스 서클(Columbus Circle)은 2012년 공개된 미국의 스릴러 영화이다.
이 작품은 2014년 은퇴하고 2017년 10월 24일 사망하기 전 로버트 기욤의 마지막 영화였다.

## 줄거리
콜럼버스 서클 아파트에 거의 20년 동안 은둔해 살아온 상속녀는 이웃의 갑작스러운 죽음으로 인해 자신의 안전한 세계에 혼란을 겪게 된다. 이웃의 죽음을 수사하는 형사와 새로 이사 온 수상한 커플이 그녀의 삶에 개입하면서, 그녀는 오랫동안 외면해 온 외부 세계에 대한 두려움과 맞서 싸우게 된다. 이 과정에서 상속녀는 자신의 은둔 생활에 숨겨진 과거와 진실을 마주하며, 예상치 못한 사건들에 휘말리게 된다.

## 출연

### 주연
- 셀마 블레어
- 에이미 스마트

### 조연
- 제이슨 리
- 지오바니 리비시
- 케빈 폴락
- 보 브리지스
- 제이슨 앤툰
- 제리 페나콜리
- 로버트 기욤

## 기타
- 라인프로듀서: 앤드류 졸롯
- 미술: 마르티나 버클리
- 세트: 신디 코번
- 의상: 레베카 벤첸
- 배역: 낸시 네이어